# 聖誕很忙
聖誕很忙是香港歌手張天賦與YouTuber藍仔頭的宣傳單曲，於2021年12月6日由香港華納唱片作數位發行。
歌曲為朗豪坊跟Shuffle & Repeat聯合策劃的「Christmas Love Sharing 音樂企劃」三首合作聖誕歌曲的其中之一。

## 音樂錄影帶
聖誕很忙的音樂錄影帶由FHProductionHK製作，並於2021年12月3日率先於YouTube公開。

## 其他版本
張天賦與負責聖誕很忙作曲、編曲兼監製的歌手洪嘉豪其後推出了歌曲的新合唱版，該版本只由甄敏延填詞，於2021年12月16日在數位平台發行。值得留意的是，這個版本比原版更為知名。

## 歌曲列表
| 線上下載 串流媒體 | 線上下載 串流媒體 | 線上下載 串流媒體 |
| 曲序              | 曲目              | 时长              |
| ----------------- | ----------------- | ----------------- |
| 1.                | 聖誕很忙          | 3:57              |

## 資料來源
1. ↑  . 頭條日報. 2021-11-16  [2021-12-22]. （原始内容存档于2021-12-22）.
2. ↑  . FHProductionHK於YouTube. 2021-12-03  [2021-12-22]. （原始内容存档于2021-12-23）.
3. ↑  . Apple Music. 2021-12-16  [2021-12-22]. （原始内容存档于2021-12-22）.